# Xtro 2 : Activités extra-terrestres
Pour plus de détails, voir Fiche technique et Distribution.
Xtro 2 : Activités extra-terrestres (Xtro II: The Second Encounter) est un film canadien mêlant science-fiction et horreur, et réalisé par Harry Bromley Davenport en 1990.

## Synopsis
Dans un laboratoire situé à 800 mètres sous terre, des scientifiques tentent l'expérience d'un voyage dans une autre dimension sous le nom de projet Nexus. Puis ils décident d'y envoyer trois scientifiques. Au moment où les trois scientifiques arrivent à destination dans l'autre monde, ils se font littéralement attaquer par une mystérieuse créature ! C'est alors que sur les trois scientifiques, un seul parvient à s'en sortir, mais il porte en lui une de ces créatures, qui, par la suite, va naître de l'organisme de la personne survivante et conquiert le labo où a eu lieu l'expérience. Elle s'attaque ensuite au reste du personnel. Parmi celui-ci, se trouve un groupe de mercenaires dirigé par le Docteur Shepard. Ils sont prêts à tout pour lutter contre la bête.

## Commentaires
Ce film n'a aucun point commun avec le premier Xtro du nom ; quant au film, il s'inspire largement du Aliens de James Cameron. Cependant c'est Harry Bromley Davenport réalisateur du premier Xtro qui réalise cette suite.

## Fiche technique
- Titre : Xtro 2
- Titre alternatif : Activités extra-terrestres
- Titre original : Xtro 2 : The Second Encounter
- Réalisation : Harry Bromley Davenport
- Scénario : John A. Curtis, Edward Kovach, Stephen Lister & Robert Smith
- Producteurs : John Eyres, Geoff Griffith, Lloyd A. Simandl
- Photographie : Nathaniel Massey
- Musiques de : Braun Farnon & Robert Smart
- Pays d'origine : Canada
- Format : couleur
- Genre : science-fiction & horreur
- Durée : 92 minutes

## Distribution
- Jan-Michael Vincent (VF : Serge Sauvion) : le Dr Ron Shepard
- Paul Koslo (VF : Jean-Luc Kayser) : le Dr Alex Summerfield
- Tara Buckman (VF : Évelyn Séléna) : la Dr Julie Casserly
- Jano Frandsen : McShane
- Nicholas Lea : Baines
- W.F . Wadden : Jedburg
- Rolf Reynolds : Zunoski
- Nic Amoroso : Mancini
- Bob Wilde (VF : Jacques Brunet) : le secrétaire à la Défense Bob Kenmore
- Tracy Westerholm : Marshall
- Gerry Nairn : Ford
- Thom Schioler : Hoffman

## Autour du film
Le film n'est pas encore sorti en DVD zone 2. Cependant, il a eu le droit à une sortie en France en VHS.
Le film n'a aucun lien avec le premier Xtro, mais un des scénaristes du premier film est présent pour cette suite.
Le film a eu comme second titre en France (lors de sa sortie en VHS) Activités extra-terrestres.
L'acteur Jan-Michael Vincent, star de la série Supercopter tient le premier rôle dans ce film.